# 1926 no cinema

## Principais filmes produzidos
- 3 Bad Men, de John Ford
- Die Abenteuer des Prinzen Achmed, filme de animação de Lotte Reiniger
- Bardelys the Magnificent, de King Vidor, com John Gilbert
- Battling Butler, de e com Buster Keaton
- Beau Geste, de Herbert Brenon, com Ronald Colman, William Powell e Victor McLaglen
- The Black Pirate, de Albert Parker, com Douglas Fairbanks
- La boheme, de King Vidor, com Lillian Gish e John Gilbert
- Brown of Harvard, de Jack Conway
- Don Juan, de Alan Crosland, com John Barrymore, Myrna Loy e Mary Astor
- Faust - Eine Deutsche Volkssage, de F. W. Murnau, com Gösta Ekman e Emil Jannings
- Flesh and the Devil, de Clarence Brown, com John Gilbert e Greta Garbo
- For Heaven's Sake, de Sam Taylor, com Harold Lloyd
- Geheimnisse einer Seele, de Georg Wilhelm Pabst, com Werner Krauss
- The General, com Buster Keaton
- Glomdalsbruden, de Carl Theodor Dreyer
- The Great K & A Train Robbery, de Lewis Seiler, com Tom Mix
- Kurutta Ichipeiji, de Teinosuke Kinugasa
- Mat, de Vsevolod Pudovkin
- Nana, de Jean Renoir
- The Scarlet Letter, de Victor Sjöström, com Lillian Gish
- The Son of the Sheik, de George Fitzmaurice, com Rudolfo Valentino
- The Sorrows of Satan, de David W. Griffith, com Adolphe Menjou
- The Strong Man, de Frank Capra, com Harry Langdon
- The Temptress, de Fred Niblo e Mauritz Stiller, com Greta Garbo e Lionel Barrymore
- Torrent, de Monta Bell, com Ricardo Cortez e Greta Garbo
- What Price Glory, de Raoul Walsh, com Victor McLaglen e Dolores Del Río

## Nascimentos
| Data            | Nome               | Profissão                            | Nacionalidade  | Observações | Ref |
| --------------- | ------------------ | ------------------------------------ | -------------- | ----------- | --- |
| 1 de janeiro    | Maria Della Costa  | atriz                                | Brasil         |             |     |
| 20 de janeiro   | Patricia Neal      | atriz                                | Estados Unidos |             |     |
| 25 de janeiro   | Youssef Chahine    | realizador, cenógrafo e produtor     | Egito          | m. 2008     |     |
| 27 de janeiro   | Ingrid Thulin      | atriz                                | Suécia         | m. 2004     |     |
| 11 de fevereiro | Leslie Nielsen     | ator e comediante                    | Canadá         | m. 2010     |     |
| 16 de fevereiro | John Schlesinger   | cineasta                             | Reino Unido    | m. 2003     |     |
| 6 de março      | Andrzej Wajda      | cineasta                             | Polónia        |             |     |
| 8 de março      | Francisco Rabal    | ator                                 | Espanha        | m. 2001     |     |
| 16 de março     | Jerry Lewis        | ator, comediante e realizador        | Estados Unidos |             |     |
| 19 de março     | Valerio Zurlini    | cineasta                             | Itália         | m. 1982     |     |
| 5 de abril      | Roger Corman       | diretor e produtor                   | Estados Unidos |             |     |
| 20 de abril     | Miriam Pires       | atriz                                | Brasil         | m. 2004     |     |
| 23 de abril     | Lala Schneider     | actriz                               | Brasil         | m. 2007     |     |
| 24 de abril     | Milú               | atriz                                | Portugal       | m. 2008     |     |
| 1 de junho      | Marilyn Monroe     | atriz                                | Estados Unidos | m. 1962     |     |
| 1 de junho      | Andy Griffith      | ator                                 | Estados Unidos |             |     |
| 28 de junho     | Mel Brooks         | diretor, produtor, roteirista e ator | Estados Unidos |             |     |
| 14 de julho     | Harry Dean Stanton | ator                                 | Estados Unidos |             |     |
| 4 de julho      | Neil Simon         | dramaturgo, roteirista               | Estados Unidos |             |     |
| 21 de julho     | Norman Jewison     | cineasta                             | Canadá         |             |     |
| 25 de julho     | Beatriz Segall     | atriz                                | Brasil         |             |     |
| 12 de agosto    | John Derek         | ator, produtor e realizador          | Estados Unidos | m. 1998     |     |
| 14 de agosto    | Lina Wertmüller    | cineasta                             | Itália         |             |     |
| 17 de agosto    | Jean Poiret        | ator, realizador e encenador         | França         | m. 1992     |     |
| 3 de setembro   | Irene Papas        | atriz                                | Grécia         |             |     |
| 15 de setembro  | Shohei Imamura     | cineasta                             | Japão          | m. 2006     |     |
| 21 de setembro  | Eliana Macedo      | atriz e cantora                      | Brasil         | m. 1990     |     |
| 26 de setembro  | Julie London       | atriz e cantora                      | Estados Unidos | m. 2000     |     |
| 15 de outubro   | Jean Peters        | atriz                                | Estados Unidos | m. 2000     |     |
| 18 de outubro   | Klaus Kinski       | ator                                 | Alemanha       | m. 1991     |     |
| 21 de outubro   | Aurélio Teixeira   | ator e diretor                       | Brasil         | m. 1973     |     |
| 20 de novembro  | Artur Ramos        | realizador e encenador               | Portugal       | m. 2006     |     |
| 25 de novembro  | Jeffrey Hunter     | ator                                 | Estados Unidos | m. 1969     |     |
| 9 de dezembro   | Pompín Iglesias    | comediante                           | Colômbia       | m. 2007     |     |

## Mortes
| Data         | Nome              | Profissão | Nacionalidade           | Observações | Ref |
| ------------ | ----------------- | --------- | ----------------------- | ----------- | --- |
| 23 de agosto | Rudolfo Valentino | ator      | Itália / Estados Unidos | n. 1895     |     |